# Dow Corning
Dow Corning é uma empresa multinacional estadunidense sediada em Midland, Michigan. Originalmente estabelecida como uma joint venture entre a Dow Chemical Company e a Corning, Inc., agora é de propriedade da DowDuPont e é especializada em silicone e tecnologia à base de silício , sendo a maior produtora de produtos de silicone do mundo.

## Histórico
A Dow Corning é uma joint venture formada em 1943 pela Dow Chemical Co. e a Corning Incorporated, com participações iguais, para explorar o potencial dos silicones. Dr. E.C. Sulllivan foi nomeado presidente e Dr. William R. Collings foi nomeado gerente geral em 1943. Dr. Collings mais tarde se tornou presidente de 1954 a 1962. Uma grande, maioritariamente detida filial da Dow Corning Corporation é a Hemlock Semiconductor Corporation. Fundada na década de 1960 antes da revolução informática, ainda é uma das maiores fabricantes de silício policristalino de alta pureza, que é vendida em variados graus de pureza para uso em ambos os semicondutores de silício.
Hoje a empresa provê soluções que atendem às necessidades de mais de 25 mil clientes no mundo, com mais da metade das vendas acontecendo fora dos Estados Unidos. É líder na tecnologia de silicones e em inovações na área, oferecendo cerca de 7 mil produtos e serviços em todos os continentes. A Dow tem vendas anuais de US$ 49 bilhões e emprega 43.000 pessoas em todo o mundo, dentre os produtos desenvolvidos ao longo dos anos incluem selantes de silicone, adesivos, lubrificantes, loção de pele, silicone líquido, entre outros produtos químicos.
A Dow Corning é uma empresa voltada para pesquisa, fabricação e comercialização de silicone, com produtos para as mais diversas aplicações nas indústria de comércio civil, cosméticos, têxtil e automotiva entre outras.

## Controvérsias
Durante toda a década de 1980 e 1990, uma série de ações judiciais alegaram que os implantes mamários de silicone da Dow Corning estariam causando problemas de saúde. As primeiras alegações centradas foram em torno do câncer de mama e, em seguida, migrou para uma série de doenças auto-imunes, incluindo lúpus, artrite reumatóide e de diversos problemas neurológicos. Isto levou a inúmeras ações judiciais, com início em 1984 e culminou em 1998 estabelecendo uma ação popular multi-bilionária.
Uma série de opiniões independentes da literatura científica, incluindo o Instituto de Medicina dos Estados Unidos, que verificou posteriormente que os implantes mamários de silicone não parecem causar câncer mama ou de qualquer doença sistêmica identificável.